# Naturschutzgebiet Der Stein
Das Naturschutzgebiet Der Stein ist ein 38,34 ha großes Naturschutzgebiet (NSG) nordwestlich von Niedersfeld im Stadtgebiet von Winterberg. Das Gebiet wurde 2008 mit dem Landschaftsplan Winterberg durch den Hochsauerlandkreis als NSG ausgewiesen.

## Beschreibung
Das NSG besteht aus Wald- und Grünlandbereichen. Im Wald finden sich neben Rotbuchenwald auch Schluchtwaldbereiche. Das Grünland wird meist mit Rindern beweidet. Neben Nass- und Feuchtgrünland am befinden sich Magerweiden im NSG.

## Schutzzweck
Das Naturschutzgebiet wurde zur Erhaltung und Entwicklung eines Waldes und Grünland als Lebensraum gefährdeter Tier- und Pflanzenarten ausgewiesen. Wie bei anderen Naturschutzgebieten in Deutschland wurde in der Schutzausweisung darauf hingewiesen, dass das Gebiet „wegen der landschaftlichen Schönheit und Einzigartigkeit“ zum Naturschutzgebiet wurde.